# Паротит
Пароти́т (новолат. parotitis) — воспаление околоушной слюнной железы. Название происходит от др.-греч. παρα- — возле, около и οὖς, родительный падеж ὠτός — ухо.
Паротит бывает специфическим и неспецифическим. Встречаются как инфекционные, так и аутоиммунный и неинфекционный паротиты, причиной последнего может быть обезвоживание организма, травма или длительное переохлаждение с последующим воспалением околоушных слюнных желёз.
Среди инфекционных паротитов наибольшее распространение имеет эпидемический паротит (народное название — свинка), вызываемый вирусом MuV (англ. Mumps rubulavirus) из семейства парамиксовирусов.
Другие инфекционные паротиты вызывают вирусы Эпштейна — Барр, Коксаки, гриппа А, парагриппа и бактерии — стафилококки, стрептококки и другие.

## Симптомы
Основной симптом — болезненное опухание слюнных желёз, из-за чего лицо больного, особенно щёки, становится отёкшим. Больному трудно жевать. Также повышается температура, примерно до 38 °C или чуть выше, отмечаются слабость, головная боль, потеря аппетита.
1. Неосложнённые: поражение только слюнных желез, одной или нескольких.
2. Осложнённые: поражение слюнных желез и других органов (менингит, менингоэнцефалит, панкреатит, орхит, мастит, миокардит, артриты, нефрит).
По тяжести течения:

- лёгкие (в том числе стёртые и атипичные);

- среднетяжёлые;

- тяжёлые.
Б. Инаппарантная форма инфекции.
В. Резидуальные явления эпидемического паротита:

- атрофия яичек;

- бесплодие;

- диабет;

- глухота;

- нарушение функций центральной нервной системы.

## Лечение
При паротите используется симптоматическое лечение, главная цель лечения — предупреждение развития осложнений. Лечение может проводиться амбулаторно или в стационаре. Для эпидемического паротита не существует специфического лечения, поскольку нет лекарства против вызывающего его вируса. Специфическая гипериммунная сыворотка, которую ранее использовали для лечения больных эпидемическим паротитом, не давала положительного эффекта.
При лечении паротита обязательны покой и постельный режим. В случае инфекционного паротита карантин до 10 дней во избежание заражения других людей.
В случае сильных болей в воспалённых железах, при лихорадке и высокой температуре назначаются жаропонижающие и противовоспалительные средства.
При выраженной интоксикации организма проводится внутривенная дезинтоксикационная терапия (обычно в стационаре).
С целью снизить риск развития панкреатита (возникает у 75 % больных эпидемическим паротитом) больным рекомендуется питание по диете № 5 по Певзнеру и рекомендуется обильное тёплое питьё.